# Tim De Meersman
Tim De Meersman (Dendermonde, 1 februari 1985) is een Belgisch voetbalcoach en voormalig voetballer.

## Spelerscarrière
De Meersman kwam in het seizoen 02/03 over van de jeugd van Germinal Beerschot Antwerpen naar Vitesse. Op 22 mei 2005 maakte De Meersman zijn debuut in het eerste elftal van deze club. Begin 2007 vertrok hij naar FC Eindhoven.
Op 25 september 2007 speelde De Meersman met FC Eindhoven tegen zijn oude club Vitesse in de tweede ronde van de KNVB beker. De Meersman scoorde de 1-1 en was de uitblinker van de wedstrijd. FC Eindhoven won verrassend met 4-2.
In juni 2008 maakte hij de overstap naar ADO Den Haag. De transfer werd allesbehalve een succes: toen hij in december 2008 op de vertrekkerslijst stond, had hij nog geen minuut gespeeld. Dat was ook het geval toen hij na het seizoen zijn handtekening onder een tweejarig contract bij de Belgische tweedeklasser FCV Dender EH zette.

## Statistieken
| seizoen | club                    | competitie            | wed. | goals |
| ------- | ----------------------- | --------------------- | ---- | ----- |
| 2004/05 | Vitesse                 | Eredivisie            | 1    | 0     |
| 2005/06 | Vitesse                 | Eredivisie            | 1    | 0     |
| 2006/07 | Vitesse                 | Eredivisie            | 1    | 0     |
| 2006/07 | FC Eindhoven            | Eerste divisie        | 11   | 2     |
| 2007/08 | FC Eindhoven            | Eerste divisie        | 26   | 5     |
| 2008/09 | ADO Den Haag            | Eredivisie            | 0    | 0     |
| 2009/10 | FCV Dender EH           | Tweede klasse         | 28   | 5     |
| 2010/11 | Sportkring Sint-Niklaas | Derde klasse          |      |       |
| 2011/12 | Sportkring Sint-Niklaas | Tweede klasse         |      |       |
| 2012/13 | HSV Hoek                | Vierde divisie        |      |       |
| 2013/14 | KSV Bornem              | Derde klasse          |      |       |
| 2014/15 | FC Pepingen             | Vierde klasse         |      |       |
| 2015/16 | Eendracht Zele          | Vierde klasse         |      |       |
| 2016/17 | KVK Ninove              | Derde klasse amateurs |      |       |
| 2017/18 | KVK Ninove              | Derde klasse amateurs |      |       |
| 2018/19 | KFC Wambeek             | Tweede Provinciale    |      |       |
| 2019/20 | KFC Olympic Burst       | Tweede Provinciale    |      |       |
| 2020/21 | KFC Olympic Burst       | Tweede Provinciale    |      |       |
| Totaal  | Totaal                  |                       | 68   | 12    |

## Trainerscarrière
In november 2021 begon hij zijn trainerscarrière bij zijn ex-club KFC Olympic Burst, waar hij samen met Yannick De Rouck het roer overnam na het vertrek van Kris Temmerman. De Meersman werd aangesteld tot het einde van het seizoen. Burst eindigde in het laatste seizoen van zijn bestaan vierde, waardoor de club zich plaatste voor de eindronde voor promotie. Daarin was KSV Sottegem een maatje te groot.
In april 2023 ging De Meersman aan de slag als trainer van tweedeprovincialer VC Eendracht Houtem. De Meersman nam er het roer over van interim-trainer Giovanni Bodenghien, die met succes de leiding had overgenomen van Bjorn Van Den Bossche.